# پیچند سه ایالتی
پیچند سه ایالتی (انگلیسی: Tri-State tornado outbreak) در ۱۸ مارس ۱۹۲۵، یکی از مرگبارترین طوفان‌های گردبادی ثبت شده در تاریخ، دست کم ۱۲ گردباد مهم ایجاد کرد و بخش بزرگی از غرب و جنوب ایالات متحده را دربر گرفت. در مجموع، دست کم ۷۵۱ نفر جان باختند و بیش از ۲۲۹۸ نفر مجروح شدند که این سانحه را به مرگبارترین طوفان، ۱۸ مارس را مرگبارترین روز گردباد، و ۱۹۲۵ مرگبارترین سال گردباد در تاریخ ایالات متحده تبدیل کرد. نزول چندین گردباد مخرب در میسوری، ایلینوی و ایندیانا در همان روز و همچنین گردبادهای قابل توجهی در آلاباما و کانزاس ایجاد کرد. افزون بر گردبادهای تأیید شده، بی‌تردید گردبادهای دیگری نیز وجود داشته که تأثیرات به نسبت کمتری داشته‌اند و وقوع آنها در این میان در تاریخ از بین رفته‌است.
این توفند که شامل گردباد سه ایالت می‌شود، مرگبارترین گردباد در تاریخ ایالات متحده و دومین مرگبارترین گردباد ثبت شده در تاریخ جهان بود.